# Bokar (bastion)
Bokar eller Bokar-fästningen (kroatiska: Tvrđava Bokar) är en bastion i Dubrovnik i Kroatien. Den är en integrerad del av Dubrovniks ringmur och utgör Gamla stans västligaste utpost. Tillsammans med ringmuren och övriga försvarsverk utgjorde den en framträdande roll i den forna republiken Dubrovniks försvar. Den uppfördes 1461-1570 och dess primära roll var att försvara stadens största och viktigaste stadsport, Pileporten. Idag är Bokar en av Dubrovniks sevärdheter.   

## Historik och beskrivning
Bastionen började uppföras 1461 enligt ritningar av den italienske arkitekten Michelozzo di Bartolommeo. Den två våningar höga bastionens mest utskjutande del uppfördes på en klippa. För att stärka konstruktionen byggdes en valvbåge för att överbrygga klyftan mellan klippan och fastlandet. 
Äldre krönikor berättar att testavfyrningar med kanoner genomfördes från bastionen 1463 och att det 1470 pågick en debatt om vikten av slutföra projektet med dess uppförande. År 1555 fick bastionen tak och dess nuvarande utseende är från de sista arbetena som utfördes 1570.